# Кузнецкбизнесбанк
Кузнецкбизнесбанк — региональный банк Кемеровской области, созданный в 1990 году. По итогам 1 квартала 2020 года, банк занимал 1 место в области по величине активов-нетто, капиталу, кредитному портфелю, вкладам физических лиц. Имеет филиалы в городах Кемерово, Прокопьевск и Мыски. Имеются банкоматы, обслуживающие банковские карты «Золотая Корона».

## История
«Кузнецкбизнесбанк» — коммерческий банк, расположенный в городе Новокузнецк Кемеровской области. Создан 12 декабря 1990 года на базе Центрального отделения «Жилсоцбанка», основанного на базе Центральной конторы Госбанка. В состав учредителей банка вошли «Кузнецкуголь» («Южкузбассуголь»), УКС горисполкома, институт «Кузбассгражданпроект», консорциум «Новокузнецкжилстрой», предприятия торговли и общественного питания.
В 1995 году стал участником системы «Золотая Корона». В 1997 вышел на третье место по эмиссии карт системы «Золотая корона».
В 1999 году банк придумал и заказал систему платежей «СУСКП» (Система Учета Приема Коммунальных Платежей), которая впоследствии стала системой платежей «Город», распространившейся на всю Россию.
Являлся банком для группы КББ, в которую к 2001 году входили Новокузнецкий Водоканал, Центрпродсервис, Новокузнецкий хладокомбинат. К 2011 году группа КББ распалась. С 2008 до 2010 года в состав группы входили некоторые управляющие компании.
По состоянию на 2012 год, входит в 400 крупнейших банков России по версии Коммерсант-Ъ.
С 2015 года внедряет систему «Золотая Корона — Транспортная карта» в транспорте Новокузнецка. Обслуживает карточки Мир с 2017, Visa с 2011, MasterCard с 2004, Золотая Корона с 1995 года.
В феврале 2025 года, в рамках 16-го пакета санкций, Евросоюз отключил банк от международной платёжной системы SWIFT.

## Награды
В 2004 году на Банковском саммите по инновациям и развитию «Сетевой банк или сети банков: стратегия и тактика» «Кузнецкбизнесбанк» занял 1 место («Лучший банк-эквайер») за развитие сети точек обслуживания по картам «Золотая Корона».
В 2014 получил награду «Бренд Кузбасса».

## Руководство
Председатель правления банка — Кочнев Василий Владиславович.
Председатель совета директоров — Сабельфельд Александр Владимирович.
|22|10|2021}}
С мая 1996 по май 2020 председателем правления был Буланов, Юрий Николаевич
В мае 2020 года Юрий Николаевич Буланов ушел с поста председателя правления, в должности которого он проработал 24 года. Временно исполняющим был назначен Попов Сергей Борисович, проработавший в банке с 1997 года, а с 1998 занимающий должность первого заместителя председателя правления. Сам Буланов остается работать председателем ревизионной комиссии, при этом оставаясь акционером банка.

## Офисы
- Дополнительные офисы 15
- Операционные кассы вне кассового узла 2
- Операционные офисы 2[14]

## Интересные факты
- Напротив главного офиса Кирова 89а установлен памятник копейке
- У КББ имеется собственная любительская хоккейная команда.
- В СибГИУ имелась кафедра экономики, учета и финансовых рынков. АБ «Кузнецкбизнесбанк»[15]